# تشايان (سيمينة رود)
تشایان (بالفارسية: چایان) هي قرية تقع في إيران في قسم سیمینة رود الريفي. يقدر عدد سكانها بـ 145 نسمة .